# Чехословачки савез у Краљевини Југославији
Чехословачки савез у Краљевини Југославији (свк. Československý zväz v Kráľovstve Juhoslávie/чеш. Československý svaz v Království Jugoslávie) била је кровна организација припадника чешке и словачке мањине у међуратном периоду.

## Историјат
Савез је основан на Првом конгресу Чехословака у Југославији 28. и 29. јуна 1921. у Осијеку. За прво седиште Савеза изабран је Нови Сад, а прво председништво чинили су председник Људевит Мичатек, адвокат из Новог Сада, потпредседник Јан Ружичка, инспектор из Љубљане, секретари Владимир Мичатек, учитељ из Кисача, и Јулијус Кубањи, учитељ из Бачког Петровца. Седиште Савеза 1924–37. био је Београд (од 1928. конкретно београдски Чехословачки дом), а 1937–41. Загреб.
Гласила Савеза били су листови Jugoslávští Čechoslováci (чешки недељник, излазио 1922-1941. у Дарувару) и Národná jednotá (словачке новине, излазиле 1920-1941. у Бачком Петровцу).
Савез је у периоду 1925-27. издавао дечји часопис на словачком Зорничка.

## Галерија
- Др Људевит Мичатек, први председник Чехословачког савеза у Југославији
- Јулијус Кубањи, секретар Чехословачког савеза
- Владимир Мичатек, секретар Чехословачког савеза
- Позивница на свечану забаву у организацији Чехословачког удружења у Београду (1925)
- Програм прославе десетогодишњице ослобођења чехословачког народа у организацији Чехословачке беседе „Штефаник” у Великом Бечкереку (Зрењанину) (1928)